# Quiva diaphana
Quiva diaphana är en insektsart som beskrevs av Morgan Hebard 1927. Quiva diaphana ingår i släktet Quiva och familjen vårtbitare. Inga underarter finns listade i Catalogue of Life.